# Против саббатианцев
Против саббатианцев (нем. Wider die Sabbather. An einen guten Freund) — антииудейский памфлет Мартина Лютера, опубликованный в марте 1538 года в Виттенберге. В еврейской среде считается первым антисемитским сочинением великого немецкого реформатора, который предварил его более зрелое сочинение «О евреях и их лжи». Памфлет состоит из 34-х страниц. В нём подчёркивается отпадение евреев от Бога и относительный характер данных им некогда благословений (со ссылкой на Иер. 31:32), который подтверждается 1500-летним пребыванием евреев в изгнании. Прежде всего целью трактата было критика иудейского прозелетизма, а также возрождающихся еврейских обычаев в среде протестантов (прежде всего в Моравии и Силезии), например, возобновление празднования субботы и обрезания.
Опубликована в Luther’s Works, Volume 47.